# Mătăsaru
Mătăsaru es una comuna ubicada en el distrito de Dâmbovița, Rumania.

## Superficie
Posee una superficie de 51,14 kilómetros cuadrados.

## Demografía
Hasta 2021 la población era de 4836 habitantes, con una densidad de población de 94,56 habitantes por kilómetro cuadrado.